# 布里地区马罗勒
布里地区马罗勒（法語：Marolles-en-Brie，法語發音：[maʁɔl ɑ̃ bʁi] ⓘ）是法国法蘭西島大區马恩河谷省的一个市镇，属于克雷泰伊区。

## 地理
布里地区马罗勒（48°43'57"N, 2°33'3"E）面积4.59 平方千米，位于法国法蘭西島大區马恩河谷省，该省份为法国北部内陆省份，毗邻巴黎。
与布里地区马罗勒接壤的市镇（或旧市镇、城区）包括：布里地区叙西、布瓦西圣莱热、桑特尼、维勒克雷讷。

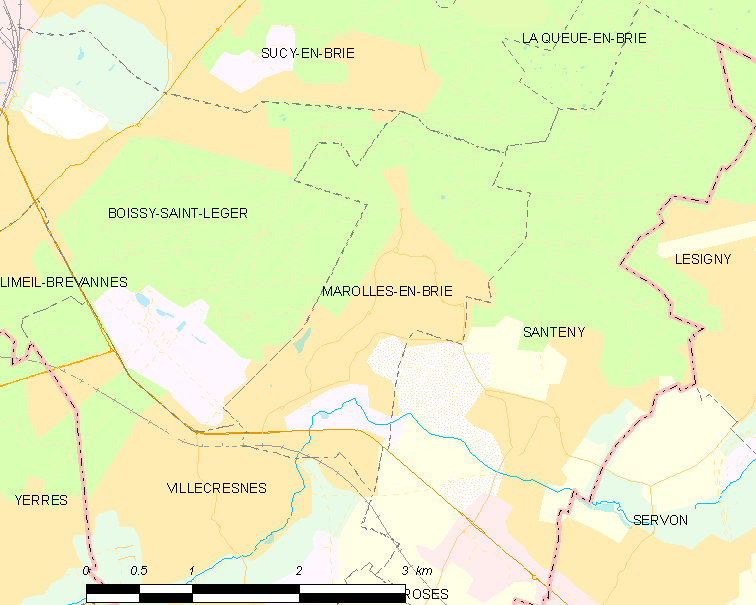
布里地区马罗勒的OSM定位图

布里地区马罗勒的时区为UTC+01:00、UTC+02:00（夏令时）。

## 行政
布里地区马罗勒的邮政编码为94440，INSEE市镇编码为94048。

## 政治
布里地区马罗勒所属的省级选区为布里高原县。

## 人口

1962-2008年间布里地区马罗勒人口变化图示

布里地区马罗勒于2022年1月1日时的人口数量为4685人。